# Montpellier Héraut Sport Club Femenino
El Montpellier Hérault  Sport Club Femenino es un club francés de fútbol. Juega en el Estadio Jules Rimet de Sussargues, localidad cercana a Montpellier. Actualmente se desempeña en la Division 1 Féminine, máxima división del fútbol femenino francés.

## Historia
El equipo jugó por primera vez en la liga francesa en 1986 como Montpellier Racing de Paillade. En 1990 pasó a llarmarse Montpellier-Le-Crès tras fusionarse con el Entente Cressoise.
En 2001 se convirtió en la sección femenina del Montpellier HSC, cuya inversión le convirtió en uno de los mejores equipos de Francia. Ganó la Liga en 2004 y 2005, y tres Copas entre 2006 y 2009. En la Copa de Europa alcanzó las semifinales en 2006.
En los años siguientes se fue alejando gradualmente de la pelea por el título, pero en la actualidad se mantiene entre los cuatro mejores equipos de Francia.

## Trayectoria liguera
|                  | 98  | 99  | 00  | 01  | 02  | 03  | 04 | 05 | 06  | 07  | 08  | 09  | 10  | 11  | 12  | 13  | 14  | 15  |
| ---------------- | --- | --- | --- | --- | --- | --- | -- | -- | --- | --- | --- | --- | --- | --- | --- | --- | --- | --- |
| Primera División | 8.º | 9.º | 8.º | 6.º | 4.º | 3.º | 1º | 1º | 2.º | 2.º | 3.º | 2.º | 4.º | 3.º | 3.º | 4.º | 4.º | 4.º |

## Trayectoria en la Liga de Campeones
|      | Fase previa                           | Dieciseisavos                                   | Octavos                                   | Cuartos         | Semifinales       | Final |
| ---- | ------------------------------------- | ----------------------------------------------- | ----------------------------------------- | --------------- | ----------------- | ----- |
| 2005 |                                       | 5-0 UC Dublin, 7-0 Neulengbach, 1-0 1º Dezembro | 0-6 Turbine, 1-2 Torres, 0-2 Wroclaw      |                 |                   |       |
| 2006 |                                       | 8-0 Glentoran, 2-0 Cardiff, 1-0 1º Dezembro     | 2-1 Saestum, 4-0 Neulengbach, 0-0 Turbine | 3-0 3-1 Brondby | 1-0 2-3 Frankfurt |       |
| 2010 | 2-0 Klaksvik, 7-1 Tikvesanka, 3-0 NSA | 0-0 3-1 Standard                                | 0-0 1-0 Bayern                            | 0-0 2-2 Umea    |                   |       |
| 2018 | 2-0 0-1 Zvezda 2005 Perm              | 3-2 6-0 Brescia                                 | 1-3 0-2 Chelsea                           |                 |                   |       |

## Palmarés
- 2 Ligas francesas: 2004, 2005
- 3 Copas francesas: 2006, 2007, 2009